# Antic Hotel Europa
L'antic Hotel Europa, també conegut com a Pensió Dalí o Casa Francesc Martí Puig, és un edifici situat als carrers de la Boqueria i d'en Quintana de Barcelona, catalogat com a bé cultural d'interès local.

## Història
El 1734 i 1739, el candeler de cera Francesc Elias va adquirir dues finques i les va fer reedificar, i el 1780, el seu fill Marià Elias i Llobet va demanar permís per a reformar-ne les façanes. El 1824, el seu fill Joan Elias i Fortuny va demanar permís per a convertir dos balcons en finestres, i el 1834 va establir un conveni amb el seu veí Honorat de Puig per a fer arribar l'aigua a la seva finca des del jardí d'aquest. Va morir el 1863 sense haver fet testament, la qual cosa va originar un litigi entre els seus hereus i la Casa de la Caritat, que es va resoldre el 1866 amb una sentència a favor dels primers.  Durant aquest període es van dur a terme importants obres a l'interior, amb la generació d'un nou pati, i el 1870 es va remodelar una de les portes de la botiga segons un projecte d'Antoni Rovira i Rabassa.
El 1872, la finca va ser adquirida per Pere Martí i Palmerola i Pere Martí i Puig, pare i fill respectivament, que la transformaren en una fonda. Es reservaren un pis de la tercera planta com a habitatge propi i la resta la va arrendar el mateix any a Josep Serra i Joan Bombardó per tal d'instal·lar-hi una establiment sucursal de la que ja regentaven al Pla de Palau amb el nom d'El Universo. Des de llavors, i fins als nostres dies, ha mantingut l'ús de fonda, hostal i hotel. El 1883 s'hi realitzar una nova refoma, dirigida pel mestre d'obres Alexandre Perich, que va significar l'aixecament d'un quart pis a la banda del carrer d'en Quintana, i la desaparició de l'antic jardí.
Pocs anys després, el 1898, Francesc Martí i Puig va encarregar a l'arquitecte Josep Puig i Cadafalch una reforma absoluta de l'edifici. A banda de la intervenció a la façana, el projecte incloïa també un arranjament interior que dissortadament no s'ha conservat: ni el vestíbul, ni el rebedor, ni encara menys les habitacions. Un cop acabada l'obra, l'antiga fonda va convertir-se en el Gran Hotel Restaurant Europa, regit per Joan Fabrés.
Al llarg del segle xx, l'edifici ha conegut diverses reformes que n'han alterat substanciosament els interiors. La més important es dugué a terme l'any 1962, amb la partició del gran pis principal i la creació d'una planta intermèdia que havia de servir com a habitatge del propietari de l'hotel, el que va significar l'obertura de dos balcons (primer es va considerar que fossin finestres) per al nou pis i la ubicació d'una escala interior que comunicava ambdós nivells. Malgrat l'impacte a façana, el projecte va obtenir el vistiplau del cap de l'agrupació d'edificis artístics de l'Ajuntament, l'arquitecte Joaquim de Ros i de Ramis. L'hotel caigué en una etapa de certa decadència que dugué el 1974 al nou propietari Francesc de Puig i de Càrcer a tancar l'establiment i projectar la seva conversió en un edifici d'habitatges. Aquest projecte, signat pels arquitectes Joan i Josep Manuel Masriera, no es va arribar a dur a terme per problemes financers, i l'establiment hoteler de la finca va reobrir-se (amb algunes reformes) sota el nom de Pensión Dalí.
Entre 2009 i 2011, l'edifici va ser reformat per a l'ampliació de l'hotel del  núm. 10 segons el projecte de l'arquitecte Jordi Garcés, que ha recuperat l'aspecte original de la façana dissenyada per Puig i Cadafalch, de la qual s'han eliminat les obertures realitzades l'any 1962.

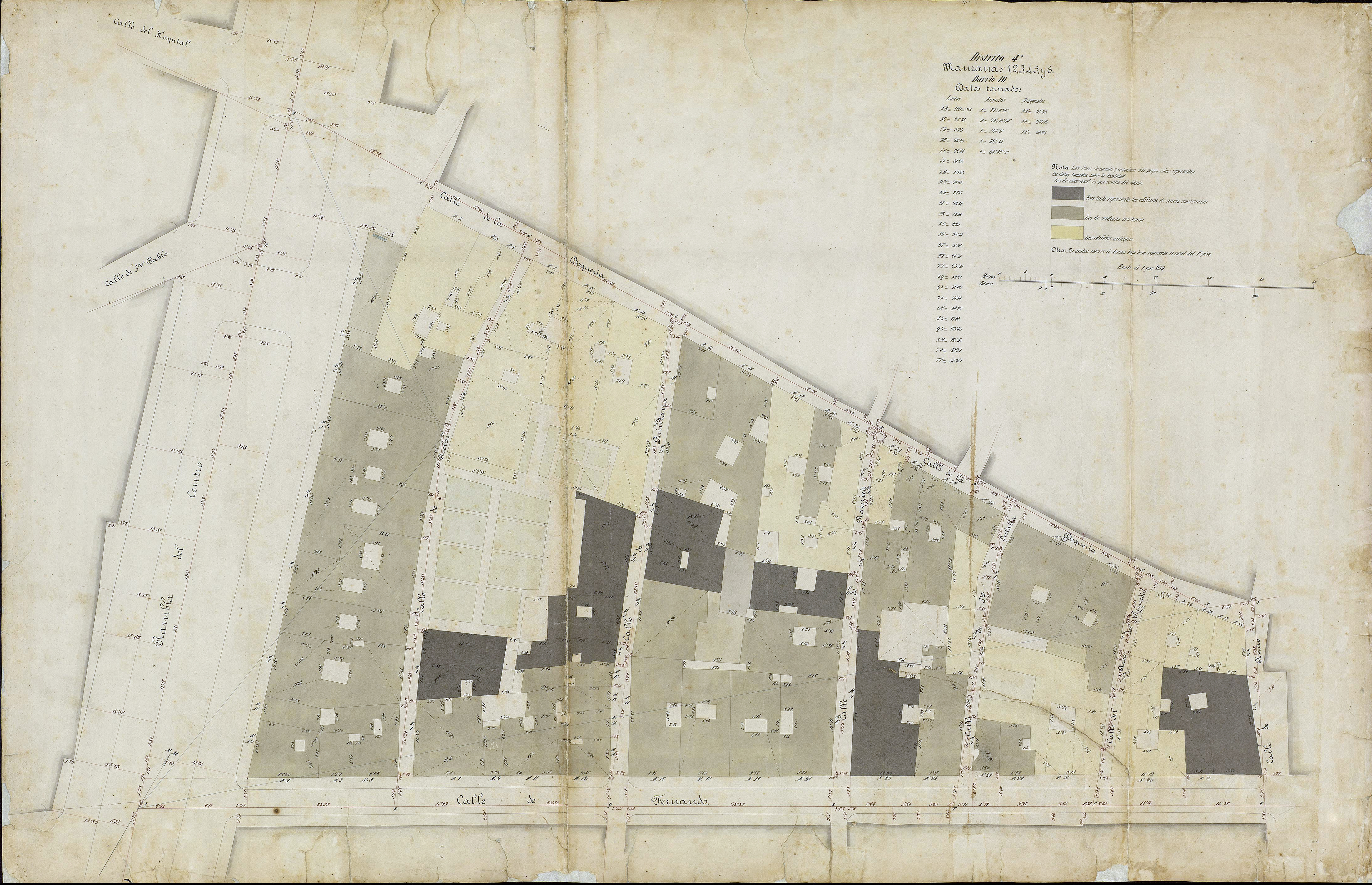
Quarteró núm. 115 de Garriga i Roca (c. 1860)

## Descripció
La finca presenta una planta irregular i consta de planta baixa, principal i dos pisos al cos de façana del carrer de la Boqueria, i planta baixa i quatre pisos a la banda del carrer d'en Quintana. Cal tenir present que l'actual distribució del pis principal és fruit de la reforma del 2009-2011, que el va annexar a l'edifici veí del núm. 10, on es troba l'accés principal a la finca, mentre que l'antiga porta d'accés, que conserva encara la seva estructura barroca amb un arc escarser adovellat, escau a una de les botigues.
A la façana del carrer de la Boqueria els pisos superiors disposen de balcons de pedra en voladís i barana de ferro forjat de barrots de secció rectangular combinats amb altres helicoidals, que té afegits alguns motius florals (fulles de roure) fruit de la reforma de Puig i Cadafalch. Als pisos, la façana presenta una decoració esgrafiada amb motius florals i geomètrics, amb tres zones ben definides, i que corresponen a la reforma modernista de finals del segle xix. Les darreres obres de rehabilitació han comportat la reintegració dels esgrafiats en aquells llocs on havien desaparegut per l'obertura de les finestres que subdividien el pis principal.
Corona la façana una cornisa contínua amb volada, formada per diverses filades d'obra vista on es combinen els maons i les teules. Damunt la cornisa es desenvolupa la barana del terrat, feta d'obra vista de maó i rematada per uns pseudomerlets que el propi Puig i Cadafalch va emprar en altres obres seves, com ara la Casa Martí o la Casa Sastre i Marquès.
Pel que a la distribució d'obertures de la façana que dona al carrer d'en Quintana, aquesta és força irregular, fruit de les nombroses intervencions de què ha estat objecte. A nivell dels baixos i de la primera planta (principal) encara es conserven diverses obertures de la primitiva construcció de finals del segle xviii. En els nivells superiors es disposen diversos balcons, alguns ampitats, amb baranes de ferro on es combinen els barrots de secció circular i helicoidals. El darrer nivell és el resultat d'una remunta del 1883.
Els actuals espais interiors són el resultat de les múltiples reformes produïdes al llarg del temps. Algunes d'aquestes reformes han variat, per exemple, l'estructura d'alguns murs de càrrega amb la incorporació de jàsseres, amb l'objectiu de crear nous espais i alliberar-los de murs de tancament. En aquest sentit destaca, també, la desaparició del primitiu jardí interior.
Com a elements singulars de l'edifici destaca el portal central d'accés a la finca realitzat per Josep Puig i Cadafalch a partir d'un projecte del 1898. Al costat de l'antiga porta barroca va construir una altra d'estètica modernista amb elements decoratius de pedra, amb un clar llenguatge neomedieval. L'arquitecte hi va projectar un arc conopial lobulat amb decoracions florals, rematat per un floró. Tota la peça es troba emmarcada per un guardapols de pedra motllurada que sobresurt de la línia de revestiment de la façana, dins del qual es disposen unes rajoles de ceràmica vidrada amb relleus representant flors. Destaquen també en aquest sentit els capitells amb motius florals i sengles escultures de busts representant personatges d'època; a la part més oriental hi ha la representació del bust d'una dona, mentre que l'occidental es representa un personatge masculí abillat amb barret fort i un monocle.

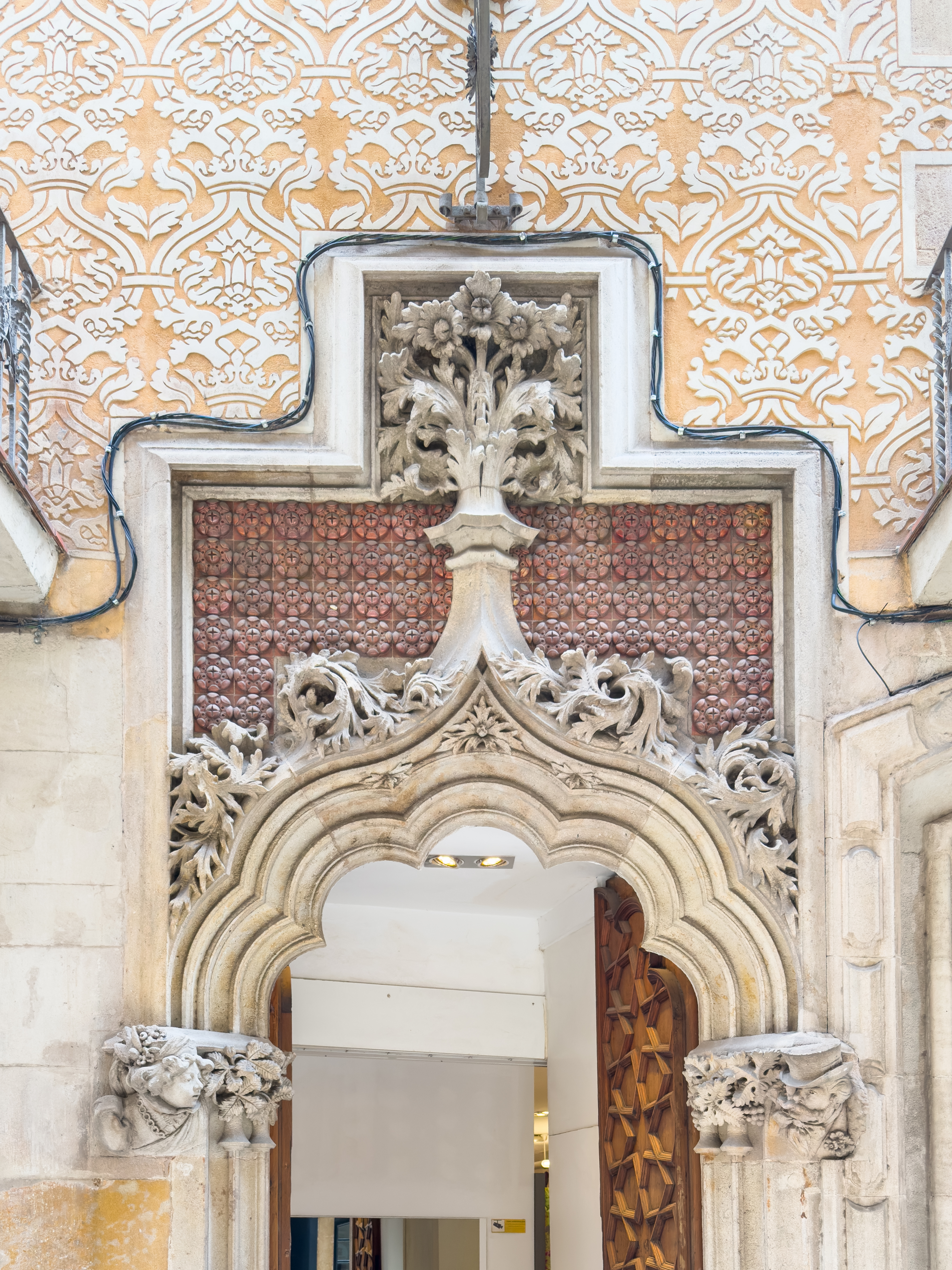
Portal modernista
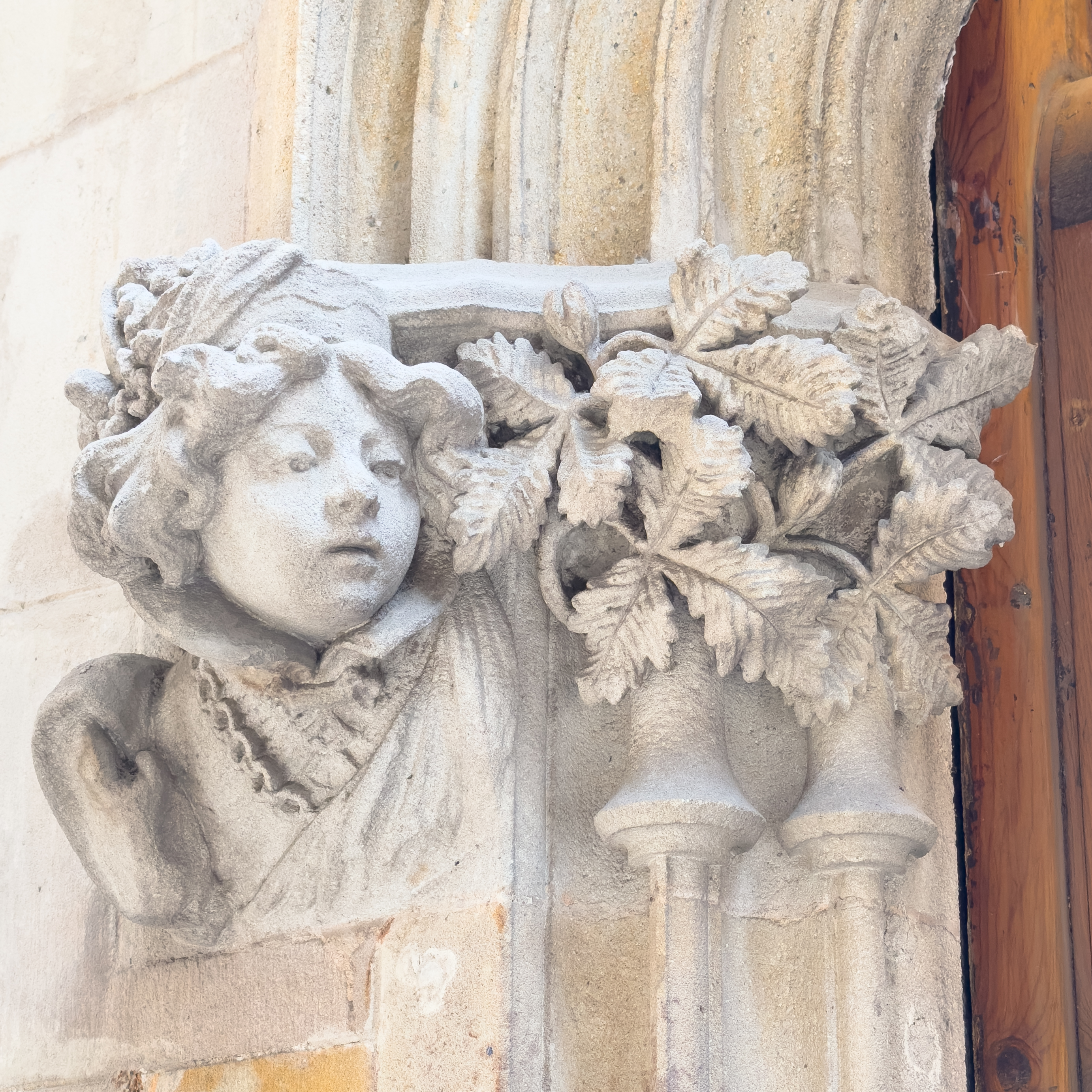
Capitell femení del portal
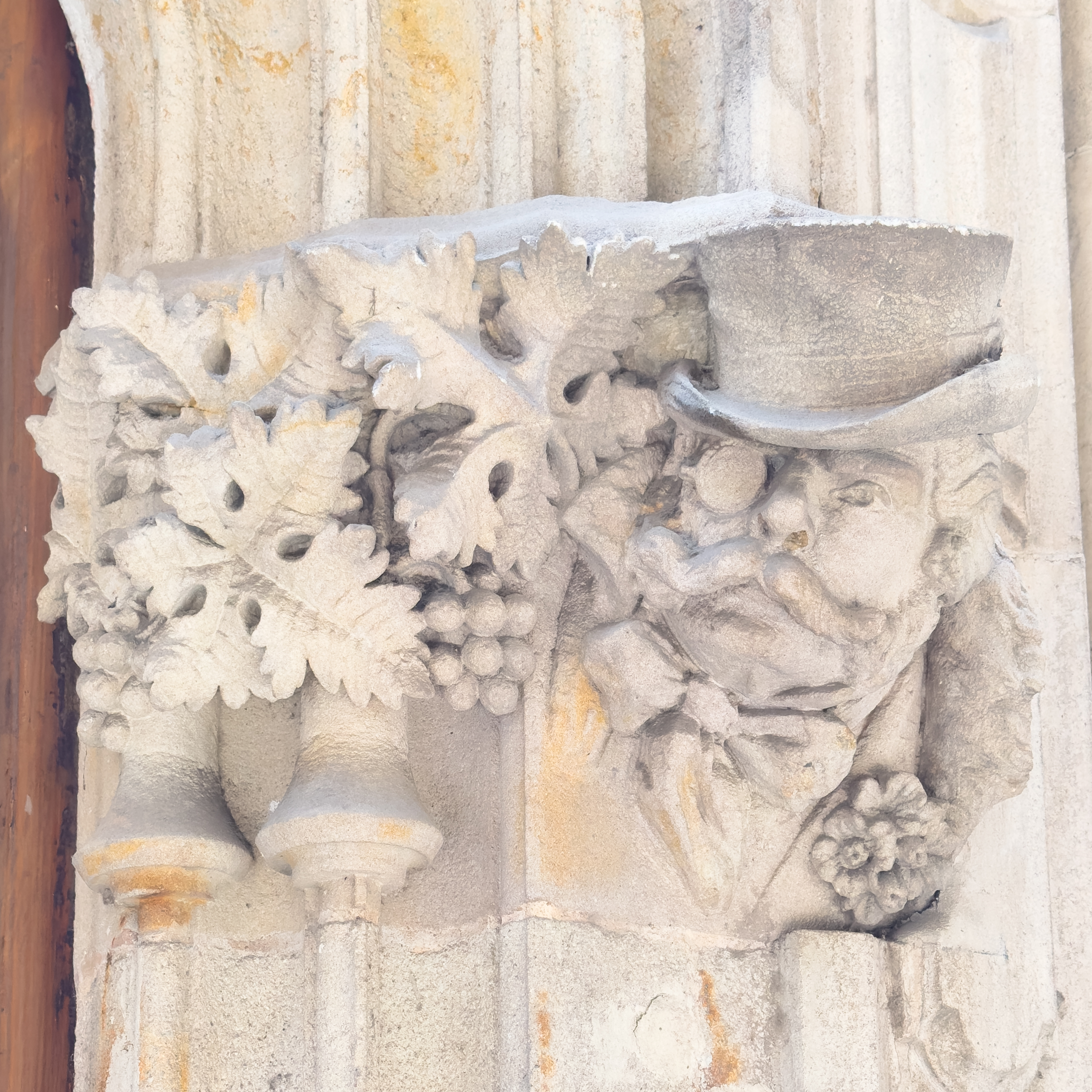
Capitell masculí del portal